# Reinventing the Steel
Reinventing the Steel (с англ. — «Изобретение новой тяжести») — девятый и последний студийный альбом американской грув-метал-группы Pantera, который был выпущен 21 марта 2000 года на лейбле East West. В 2020 году альбом был переиздан под названием Reinventing The Steel - 20th Anniversary Deluxe Edition (Terry Date Mix).

## Лирика и оформление альбома
Песни «Goddamn Electric» и «You Got to Belong To It» о фанатах группы. Даймбэг Даррелл говорил в интервью Guitar World, что «Goddamn Electric» — это песня о любви Pantera к хэви-металу.
Обложка — фотография, сделанная Скоттом Каливой (1967–2003), другом Фила Ансельмо. Скотт сделал фото, когда присутствовал на вечеринке, которая была у дома Фила, где был разведён костёр. Один из гостей прыгнул через костёр, держа в руке бутылку Wild Turkey. Скотт сделал снимок, и фото стало обложкой для Reinventing the Steel.

## Критический прием
| Оценки критиков      | Оценки критиков                                                          |
| Источник             | Оценка                                                                   |
| -------------------- | ------------------------------------------------------------------------ |
| AllMusic             | [ 4 ]                                                                    |
| Alternative Press    | 5 из 5 звёзд · 5 из 5 звёзд · 5 из 5 звёзд · 5 из 5 звёзд · 5 из 5 звёзд |
| The Austin Chronicle | [ 5 ]                                                                    |
| Blabbermouth         | 8/10                                                                     |
| Chronicles of Chaos  | 7/10                                                                     |
| Entertainment Weekly | B+                                                                       |
| New Musical Express  | 6/10                                                                     |
| Q                    | 3 из 5 звёзд · 3 из 5 звёзд · 3 из 5 звёзд · 3 из 5 звёзд · 3 из 5 звёзд |
| Robert Christgau     | [ 9 ]                                                                    |
| Rolling Stone        | [ 10 ]                                                                   |

Reinventing the Steel достиг 4-го места в чарте Billboard 200, 8-го в чарте Top Canadian Albums и 5-го в чарте Top Internet Albums. Альбом продержался на 4-й позиции в Billboard 200 более 12 недель. Первый сингл, «Revolution Is My Name», достиг 28-го места в чарте Billboard Mainstream Rock Charts. 2 мая 2000 года альбом получил «золотой» статус по версии Американской ассоциации звукозаписывающих компаний, однако он не достиг «платинового» статуса, что делает его единственным из пяти официальных студийных работ Pantera, который не достиг продаж в 1 000 000 экземпляров.

## Саундтрек Spongebob Squarepants: Original Theme Highlights
Видоизменённый фрагмент песни «Death Rattle» стал саундтреком для мультсериала Губка Боб Квадратные Штаны. Сам саундтрек помечен как «Pre-Hibernation (Instrumental)». Запись была произведена в 2001 году. Участниками записи были все музыканты, кроме Фила Ансельмо.

## Список композиций
Слова и музыка всех песен — Pantera.
| №                   | Название                               | Длительность |
| ------------------- | -------------------------------------- | ------------ |
| 1.                  | «Hellbound»                            | 2:40         |
| 2.                  | «Goddamn Electric»                     | 4:56         |
| 3.                  | «Yesterday Don’t Mean Shit»            | 4:19         |
| 4.                  | «You’ve Got to Belong to It»           | 4:13         |
| 5.                  | «Revolution Is My Name»                | 5:16         |
| 6.                  | «Death Rattle»                         | 3:17         |
| 7.                  | «We’ll Grind That Axe for a Long Time» | 3:44         |
| 8.                  | «Uplift»                               | 3:45         |
| 9.                  | «It Makes Them Disappear»              | 6:21         |
| 10.                 | «I’ll Cast a Shadow»                   | 5:19         |
| Общая длительность: | Общая длительность:                    | 43:50        |

| №                   | Название                                       | Длительность |
| ------------------- | ---------------------------------------------- | ------------ |
| 11.                 | «Hole in the Sky» (кавер группы Black Sabbath) | 4:17         |
| Общая длительность: | Общая длительность:                            | 48:07        |

## Позиции в чартах

### Альбом
Недельные чарты
| Чарт (2000)    | Высшая позиция |
| -------------- | -------------- |
| Австралия      | 2              |
| Австрия        | 26             |
| Канада         | 8              |
| Нидерланды     | 55             |
| Финляндия      | 3              |
| Франция        | 21             |
| Германия       | 18             |
| Ирландия       | 31             |
| Новая Зеландия | 10             |
| Норвегия       | 14             |
| Швеция         | 27             |
| Швейцария      | 84             |
| Великобритания | 33             |
| США            | 4              |

### Синглы
| Песня                   | Чарт                  | Позиция |
| ----------------------- | --------------------- | ------- |
| «Revolution Is My Name» | Mainstream Rock Songs | 28      |
| «I’ll Cast a Shadow»    | UK Rock Songs         | 15      |

## Участники записи
- Pantera
  - Фил Ансельмо — вокал
  - Даймбэг Даррелл — гитара
  - Рэкс Браун — бас-гитара
  - Винни Пол — барабаны
- Дополнительный персонал
  - Керри Кинг — соло-гитара в песне «Goddamn Electric»
- Технический персонал
  - Винни Пол — продюсер, звукорежиссёр, сведение
  - Даймбэг Даррелл — продюсер, звукорежиссёр, сведение
  - Стерлинг Уинфилд[англ.] — продюсер, звукорежиссёр, сведение
  - Хоуи Уэйнберг[англ.] — мастеринг